# Institut régional du cancer de Montpellier
 (février 2017).
Si vous disposez d'ouvrages ou d'articles de référence ou si vous connaissez des sites web de qualité traitant du thème abordé ici, merci de compléter l'article en donnant les références utiles à sa vérifiabilité et en les liant à la section « Notes et références ».
L’institut du cancer de Montpellier (ICM) est un établissement de santé privé d’intérêt collectif (ESPIC) fondé en 1923 : il est situé sur la Commune française de Montpellier dans le département de l'Hérault (Région Occitanie).
L'ICM réalise un service public hospitalier : il figure parmi les rares établissements en France à regrouper sur un même site des unités de soins, de prévention, de recherche clinique, translationnelle et fondamentale. Il est également l’un des 8 centres en France labellisés « Site de recherche intégrée en cancérologie » (SIRIC) par l'Institut national du cancer (INCa). Il s’est par ailleurs hissé au fil des ans dans le peloton de tête des 20 centres de lutte contre le cancer (CLCC) en matière de recherche.
Le groupe UNICANCER a été créé en 2010 par les 20 centres de lutte contre le cancer et leur Fédération. Le groupe est porteur d’un modèle de cancérologie basé sur l’individualisation des traitements et le continuum recherche-soins.

## Historique
L’histoire de l’ICM se résume ainsi : d’une petite unité consacrée au cancer du sein à l'Hôpital Saint-Eloi jusqu’à la configuration actuelle.
Quelques dates importantes :
- 1923 : Création d’une unité consacrée au cancer du sein à l’Hôpital Saint-Éloi par le Professeur Émile Forgues.
- 1935 : L’unité devient le Pavillon « Clinique Curie ».
- 1972 : Le Pavillon Curie est renommé le Centre Paul Lamarque.
- 1976 : Ouverture du 1er bâtiment de Val d’Aurelle sur les terrains de la Zolad et début des déménagements.
- 1985 : Construction d’un nouveau bâtiment affecté à la prévention. Il est baptisé « Epidaure » par Claude Evin, alors ministre de la santé.
- 1991 : Fin du déménagement du Centre Paul Lamarque sur le site de Val d’Aurelle. Le centre devient alors le Centre régional de lutte du cancer Val d’Aurelle (CRLC) - Paul Lamarque.
- 1997 : Ouverture du 1er bâtiment affecté à la recherche en cancérologie, l'institut de recherche en cancérologie de Montpellier (IRCM).
- 2013 : Le CRLC Val d’Aurelle-Paul Lamarque devient l’institut du cancer de Montpellier (ICM).
- 2014 : Inauguration du nouveau service d'hospitalisation d'oncologie médicale de l'ICM.
- 2015 : Mise en place d'un espace bien-être pour les patients du nouveau service d'hospitalisation.
- 2016 : Nomination du Professeur Marc Ychou au poste de Directeur général.
- 2017 : Le centre de recherche contre le cancer du campus ICM fête ses 20 ans.
- 2018 : L'ICM devient un nouveau membre de l'Organisation des Instituts Européens du Cancer (OECI).
- 2019 : Inauguration du MRIdian® Linac, le nouvel équipement qui révolutionne la radiothérapie.
- 2020 : L’ICM a été classé parmi les meilleurs établissements au monde dans la catégorie "oncology" par le Newsweek, magazine américain d’envergure internationale.
- 2021 : Inauguration du nouveau bâtiment intégrant les consultations et les soins de support.

## Missions

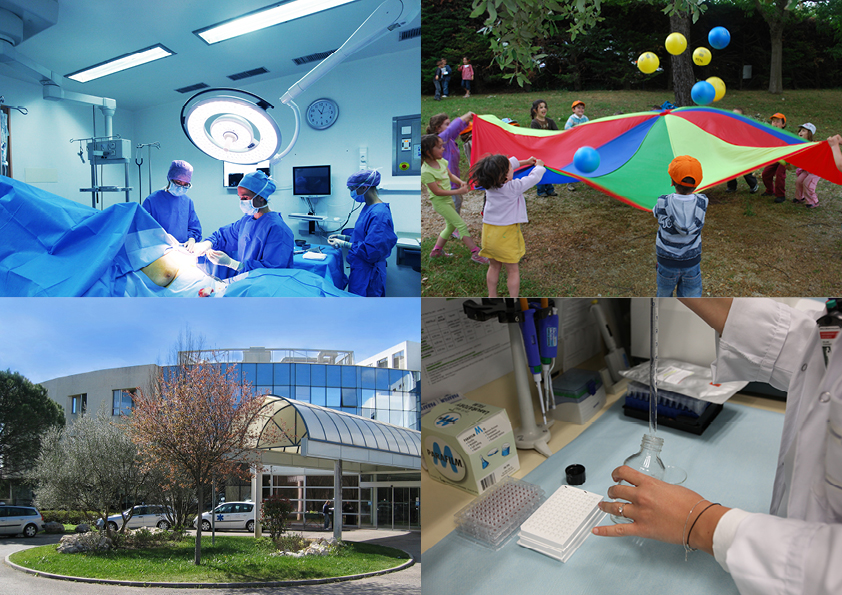
Missions de l'ICM.

Ses missions en lien avec la cancérologie sont définies par l’ordonnance du 1er octobre 1945 et précisées par l’ordonnance n°2005-406 du 2 mai 2005 sur le même modèle qu’un « Comprehensive Cancer Center » :
- Les soins
- La prévention
- La recherche
- La formation

## Organisation en départements
L’activité de l'ICM s’organise autour de différents départements : recherche, chirurgie, médecine, consultation, radiothérapie, imagerie médicale, pharmaco-bio-pathologie, prévention (Epidaure),soins de support.

## Partenariats
L’ICM travaille en collaboration avec les partenaires en cancérologie au niveau local, régional, national, européen et international.

## À propos de l’ICM
Il emploie près de 1000 salariés et son Directeur général est le Professeur Marc Ychou.